# Willjam Lempling
Willjam Dante Carl Erik Lempling, född 4 mars 2000 i Kista församling i Stockholm, är en svensk skådespelare.
Lempling har bland annat medverkat i TV-serierna Deg och The Pirate Bay där han spelar, Fredrik Neij, en av huvudkaraktärerna.
Han är bosatt i Vällingby i Stockholm.

## Filmografi (i urval)
- 2021 – Deg (TV-serie)
- 2024 – The Pirate Bay (TV-serie)